# Тяглів
Тяглі́в — село в Україні, у Белзькій міській громаді Шептицького району Львівської області. Населення становило ▼330 осіб у 2001 році.

## Історія
На 1 січня 1939 року в селі мешкало 1040 осіб, з них 880 українців-греко-католиків, 20 українців-римокатоликів, 20 євреїв, 40 поляків, 80 польських колоністів міжвоєнного періоду. Місцева греко-католицька парафія належала до Угнівського деканату Перемишльської єпархії. Село входило до ґміни Брукенталь Равського повіту Львівського воєводства Польської республіки. Після анексії СРСР Західної України в 1939 році село включене до Угнівського району Львівської області.

## Населення

### Мова
Розподіл населення за рідною мовою за даними перепису 2001 року:
| Мова       | Кількість | Відсоток |
| ---------- | --------- | -------- |
| українська | 329       | 99.7%    |
| російська  | 1         | 0.3%     |
| Усього     | 330       | 100%     |